# Broadcom Inc.
Broadcom Inc. es un diseñador, desarrollador, fabricante y proveedor mundial estadounidense de una amplia gama de productos de software de infraestructura y semiconductores. Las ofertas de productos de Broadcom sirven a los mercados de centro de datos, redes, software, banda ancha, inalámbrico, almacenamiento e industrial.
Tan Hock Eng es el presidente y director general de la empresa. La empresa tiene su sede en San José, California. Avago Technologies Limited tomó la parte de Broadcom del nombre de Broadcom Corporation después de adquirirla en enero de 2016. El símbolo de cotización AVGO que representaba al antiguo Avago ahora representa a la entidad recién fusionada. Se retiró el símbolo de cotización BRCM de Broadcom Corporation.
Broadcom tiene una larga historia de transacciones corporativas (o intentos de transacciones) con otras corporaciones destacadas, principalmente en el espacio de alta tecnología.
En octubre de 2019, la Unión Europea emitió una orden antimonopolio provisional contra Broadcom en relación con prácticas comerciales anticompetitivas que supuestamente violan la ley de competencia de la Unión Europea.

## Historia

### sigloXX
La empresa que luego se convertiría en Broadcom Inc. se estableció en 1961 como HP Associates, una división de productos de semiconductores de Hewlett-Packard. La división se separó de Hewlett-Packard como parte de Agilent Technologies en 1999 y luego pasó a llamarse Agilent Semiconductor Products Group.

### 2000s
KKR y Silver Lake Partners adquirieron la división de chips de Agilent Technologies en 2005 por 2600 millones de dólares y formaron Avago Technologies. Avago Technologies acordó vender su unidad de soluciones de E/S a PMC-Sierra por 42.5 millones de dólares en octubre de 2005. En agosto de 2008, la empresa presentó una oferta pública inicial de $400 millones. En octubre de 2008, Avago Technologies adquirió el negocio de ondas acústicas a granel con sede en Múnich de Infineon Technologies por 21.5 millones de euros. El 6 de agosto de 2009, Avago Technologies se hizo pública en NASDAQ con el símbolo AVGO.

### 2010s

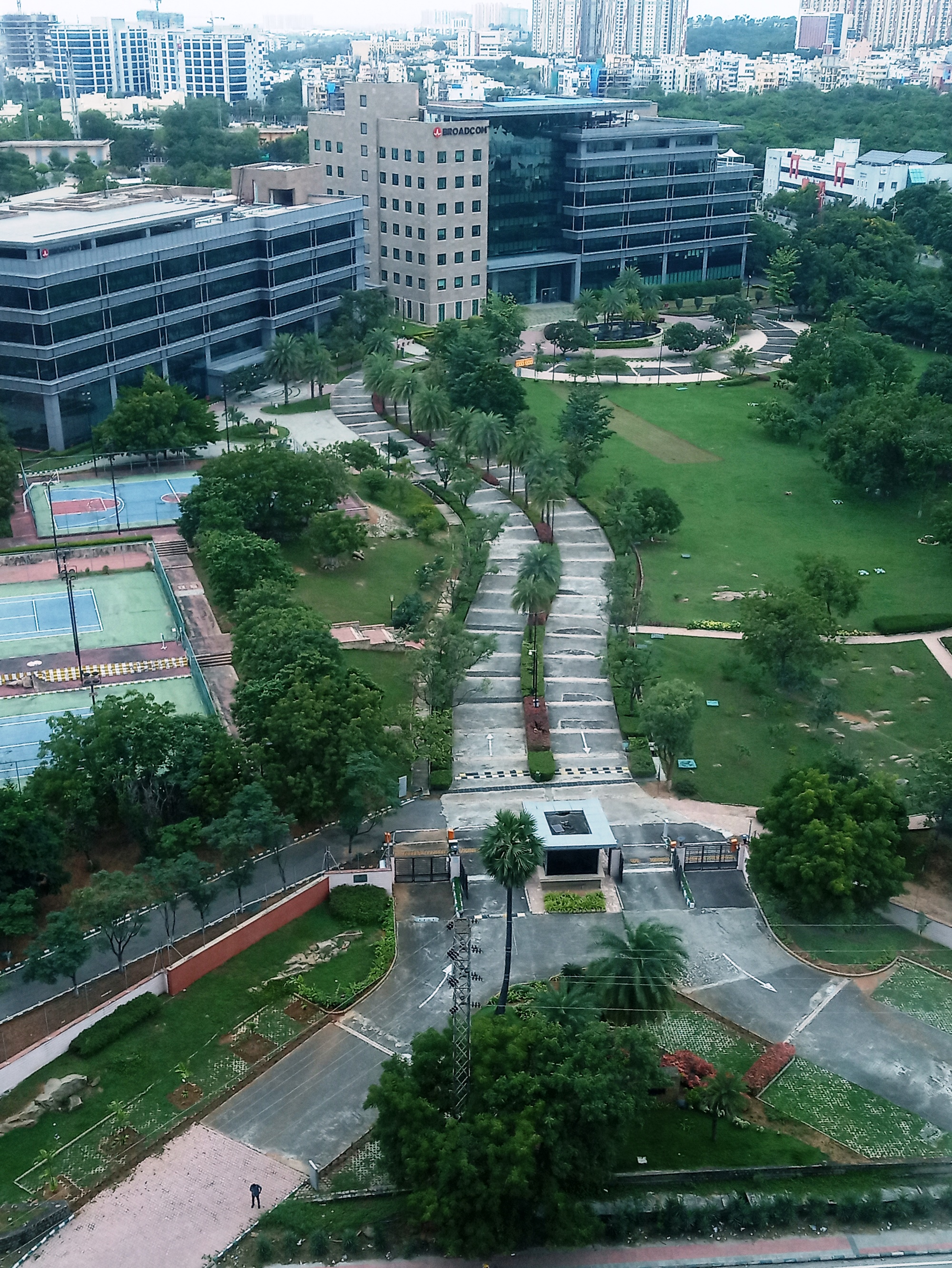
Oficina de Broadcom en Hyderabad, India

Avago Technologies anunció su acuerdo para adquirir CyOptics, un proveedor de componentes y chips ópticos, por 400 millones de dólares en abril de 2013. La adquisición tenía como objetivo ampliar la cartera de productos de fibra óptica de Avago Technologies. En octubre de 2013, Avago Technologies invirtió $5 millones en Amantys, un proveedor de tecnología de electrónica de potencia, como parte de un acuerdo de inversión estratégica entre las dos empresas. Avago Technologies anunció su acuerdo para adquirir LSI Corporation en diciembre de 2013 por 6600 millones de dólares. La adquisición ayudó a que Avago Technologies se alejara de los productos especializados y se acercara a una industria más convencional, que incluía chips, especialmente almacenamiento para centros de datos.
La empresa vendió su negocio de controladores SSD a Seagate Technology en mayo de 2014. En agosto de 2014, la empresa era la novena empresa de semiconductores más grande. Avago Technologies acordó vender el negocio Axxia Networking de LSI a Intel por $650 millones. La compañía también acordó comprar PLX Technology, un diseñador de circuitos integrados, por $309 millones. En febrero de 2015, se anunció que Avago Technologies Limited había llegado a un acuerdo para adquirir Emulex Corporation por $8 por acción en efectivo.
El 28 de mayo de 2015, Avago anunció que compraría Broadcom Corporation por $ 37 mil millones ($17 mil millones en efectivo y $20 mil millones en acciones). La compañía combinada, que se llamaría Broadcom Ltd., tendría ingresos anuales de $15 mil millones y un valor de mercado de $77 mil millones. Broadcom Corp. fortaleció significativamente la posición de patentes de Avago Technologies en sectores como el móvil, el centro de datos y el Internet de las cosas y convirtió a la empresa en el noveno mayor titular de patentes entre los principales proveedores de semiconductores, según un análisis realizado por la consultora tecnológica LexInnova. Según el sitio web de la empresa, la transacción se cerró el 1 de febrero de 2016.
En 2016, Broadcom propuso fusionarse con Brocade Communications Systems. La fusión se retrasó para su revisión por el Comité de Inversión Extranjera en los Estados Unidos . En 2017, Broadcom anunció que trasladaría su dirección legal de Singapur a Delaware, lo que evitaría la revisión. Esta acción estuvo relacionada con el cambio de nombre de la empresa matriz de Broadcom Ltd. a Broadcom Inc. La Broadcom anterior a la fusión de 2016, Broadcom Corp., sigue siendo una subsidiaria de propiedad total de la matriz renombrada Broadcom Inc.
En noviembre de 2017, Broadcom propuso comprar Qualcomm por 130,000 millones de dólares, lo que fue rechazado por el directorio de Qualcomm. La adquisición hostil propuesta, que luego se revisó a $117 mil millones, fue bloqueada por la administración Trump mediante una orden ejecutiva que citaba preocupaciones de seguridad nacional. Específicamente, el Comité de Inversión Extranjera en los Estados Unidos expresó su preocupación de que, debido a los estrechos vínculos de Broadcom con China y el fabricante chino de chips Huawei, el acuerdo daría como resultado que Huawei obtuviera el dominio en 5G y otras tecnologías en detrimento de la seguridad nacional de los Estados Unidos. Sin embargo, los críticos de la medida afirmaron que la decisión estuvo motivada por la competitividad más que por preocupaciones de seguridad.
El 11 de julio de 2018, fuentes de noticias informaron que Broadcom y CA Technologies acordaron los términos para una adquisición de $ 18,9 mil millones. Y el 5 de noviembre de 2018, Broadcom anunció que había completado la adquisición de CA Technologies.
El 9 de agosto de 2019, fuentes de noticias informaron que Broadcom había decidido adquirir el negocio de seguridad empresarial de Symantec Corporation (cuya parte del software de consumo ahora se conoce como NortonLifeLock) por $ 10.7 mil millones en efectivo. Y el 4 de noviembre de 2019, Broadcom anunció que había completado la adquisición del negocio, así como el nombre y la marca Symantec. En 2019, Broadcom fue anunciada como la quinta acción con mejor rendimiento de la década de 2010, con un rendimiento total del 1,956 %. En octubre de 2019, la Unión Europea ordenó a Broadcom que detuviera las prácticas supuestamente anticompetitivas.

### 2020s
El 7 de enero de 2020, Accenture PLC acordó adquirir la división de servicios de ciberseguridad de 300 personas de Symantec de Broadcom. En febrero de 2020, Broadcom anunció el primer dispositivo cliente WiFi 6E del mundo, el BCM4389. A principios de 2020, Raspberry Pi Inc reveló que sus nuevas placas tendrían un chip Broadcom BCM2711. Esto fue un gran hito para Broadcom, porque su chip estaría disponible públicamente en una computadora adecuada.
En mayo de 2022, Broadcom anunció su acuerdo para adquirir el proveedor de software de computación en la nube y virtualización VMware por $ 61 mil millones en una combinación de efectivo y acciones, con Broadcom asumiendo $ 8 mil millones en deuda de VMware. En noviembre de 2022, el regulador de la Autoridad de Mercados y Competencia del Reino Unido anunció que investigaría si la adquisición de VMware Inc. por parte de Broadcom Inc. "daría como resultado una disminución sustancial de la competencia dentro de cualquier mercado o mercados en el Reino Unido para bienes o servicios".
En noviembre de 2023, se formaliza a adquisición de VMware, por parte de Broadcom. Asumiendo el control de las operaciones.

## Productos

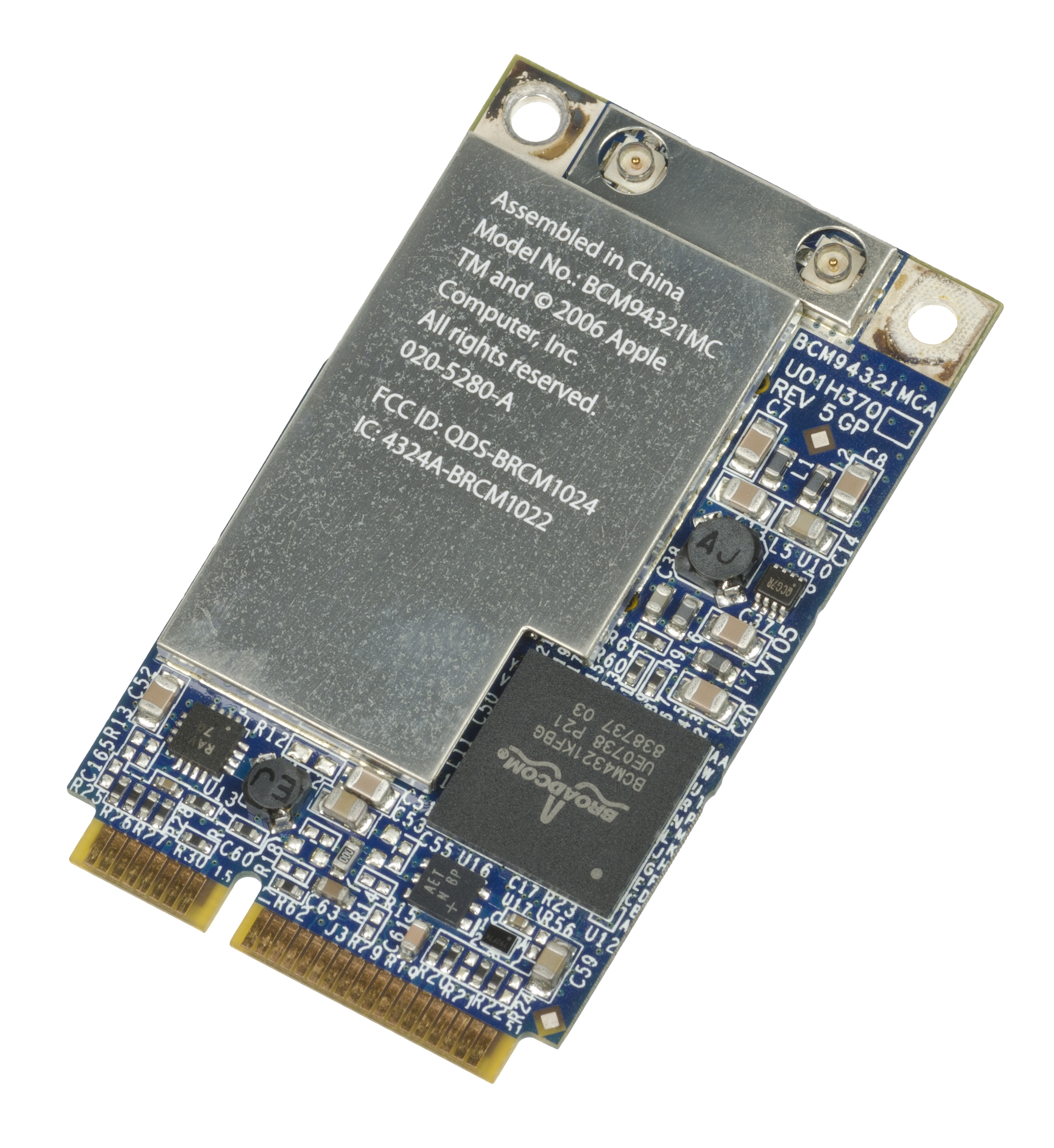
Una tarjeta Apple AirPort Extreme Wi-Fi que utiliza un chip Broadcom.

Broadcom ofrece una amplia gama de aplicaciones de software de infraestructura y semiconductores que sirven a los mercados de centros de datos (mainframes), redes, software, banda ancha, inalámbricos y de almacenamiento e industriales. Las aplicaciones comunes para sus productos incluyen: redes de centros de datos, conectividad doméstica, acceso de banda ancha, equipos de telecomunicaciones, teléfonos inteligentes, estaciones base, servidores y almacenamiento de centros de datos, automatización de fábricas, generación de energía y sistemas de energía alternativa, pantallas y operaciones y administración de mainframe, y desarrollo de software de aplicación.
Algunas de las tecnologías principales y los productos de franquicia de Broadcom incluyen:

### Dispositivos de red
- Módems de banda ancha
  - ADC/DAC de banda ancha
- CPU DSP y ARM personalizadas
- Dispositivos WiFi/Bluetooth/GPS

### Tecnologías ópticas
- Copper/Optical PHYs
- Switching Fabrics
- Analog & DSP SerDes
- FBAR & RF Front-Ends
- SAS/SATA/FC/PCIe/Read-Channel
- VCSEL/DFB Optics
- Optical Sensing
- Enterprise Infrastructure Software

### Productos de franquicia
- SoC de decodificador de cable/satélite/IP
- Módem por cable/SoC CMTS
- SoC PON/DSL CPE/CO
- Combinaciones de conectividad inalámbrica
- NIC Ethernet/Controladores/PHY
- SoC de conmutación/enrutamiento Ethernet
- SoC de procesador de red
- Filtro RF y Módulos Front-End
- ASIC (redes y cómputo)
- Controladores HDD/SSD y preamplificadores HDD
- Empresa SAS/SATA/FC/PCIe
- Aislamiento óptico/Codificadores de movimiento/led
- Productos de fibra óptica
- Software de gestión y análisis de mainframe
- Aplicaciones de software empresarial

### Almacenamiento de datos
Sistemas en un chip (SoC) para discos duros que integran canales de lectura, controladores de disco duro, PHY e interfaces de memoria DDR en un solo chip de silicio.

### Software
A partir de 2022, Broadcom ha ofrecido software empresarial.

#### Seguridad empresarial de Symantec
Broadcom opera su negocio de seguridad empresarial bajo la marca Symantec; Broadcom compró este negocio de NortonLifeLock (anteriormente conocido como Symantec) en 2019.

#### Tecnología BizOps
Broadcom también ofrece productos para admitir BizOps, que incluyen:
- Clarity  - gestión de la cartera de productos
- Rally: desarrollo ágil, Blaze CT - Shift-left testing
- DX Operational Intelligence - AIOps.
- Diseñador de requisitos ágil: optimización de pruebas basada en modelos de procesos

## Controversias

### Retroactividad de opciones sobre acciones
En 2008, la Comisión de Bolsa y Valores de EE. UU. (SEC, por sus siglas en inglés) acusó a los ejecutivos de Broadcom de opciones sobre acciones retroactivas de forma fraudulenta. A través del esquema, los ejecutivos de la compañía supuestamente evitaron reportar $2220 millones en gastos de compensación. La empresa también supuestamente sobreestimó sus ingresos entre un 15 % y un 422 %, y subestimó sus pérdidas entre un 16 % y un 38 %, según la SEC.
Un juez desestimó los cargos contra los ejecutivos de la empresa Henry Nicholas y Henry Samueli, citando la intimidación de testigos por parte de los fiscales. El juez también desestimó los cargos contra el director financiero William Ruehle. Al final, la empresa tuvo que pagar 160 millones de dólares para llegar a un acuerdo con la SEC.

### Infracciones de patentes
En 2020, Broadcom demandó a Netflix por múltiples infracciones de patentes. Los críticos han argumentado que Broadcom está demandando a Netflix por tener más éxito, citando la disminución del número de suscriptores tradicionales de televisión de pago debido al aumento de los servicios de transmisión. Leichtman Research Group calculó que los proveedores de televisión de pago más grandes de los EE. UU., que representan alrededor del 95 % del mercado, perdieron alrededor de 4,915,000 suscriptores de video netos en 2019. Cada uno de los clientes regulares paga $231 al año por sus cajas. Eso es casi 20 mil millones de dólares al año en ganancias para la industria del cable.
En 2017, Broadcom presentó demandas de patentes similares contra los fabricantes de televisores inteligentes. La Comisión de Comercio Internacional de EE. UU. falló a favor de los fabricantes de televisores inteligentes.

### Prácticas anticompetitivas
En 2021, Broadcom acordó resolver una demanda antimonopolio, en la que la Comisión Federal de Comercio de EE. UU. afirmó que la empresa abusó de su poder de monopolio utilizando términos contractuales restrictivos y amenazas de represalias contra los clientes que la empresa consideraba "desleales". La empresa enfrentó un procedimiento antimonopolio similar con la Comisión Europea, que se resolvió luego de que Broadcom se comprometiera a abstenerse de ciertas prácticas comerciales. Esto incluía un compromiso de suspender los acuerdos que contuvieran acuerdos de exclusividad o cuasiexclusividad y un compromiso de no celebrar dichos acuerdos durante siete años.